# 김용환 (가수)
김용환(金龍渙, 1909년 ~ 1949년 2월 15일)은 일제강점기에 주로 활동한 한국의 가수 겸 작곡가이다. 작곡자로 활동할 때는 김영파, 김탄포, 조자룡이라는 예명도 사용했다.

## 생애
함경남도 원산에서 출생하였고 지난날 한때 함경남도 함흥에서 잠시 유아기를 보낸 적이 있는 그는 작사, 작곡, 노래에 모두 뛰어난 만능 대중음악인이었다. 〈눈물 젖은 두만강〉의 가수 김정구에게는 친형이 된다.
기독교인 가정에서 태어나 교회를 통해 음악을 접했다. 세례자 요한의 이름을 따 이름을 용환으로 지었으며, 김정구 외에도 다른 동생들인 김정현과 김안라가 모두 음악가가 되었다. 김용환의 아내 정재덕 또한 가수이다.
원산 지역의 극단인 동방예술단에서 연극 배우가 되면서 연예계에 입문하였고, 신민요 〈두만강 뱃사공〉을 발표하면서 작곡가로 데뷔하였다. 대표작으로 〈구십리 고개〉, 〈노다지 타령〉, 〈모던 관상쟁이〉, 〈낙화유수 호텔〉, 〈이꼴 저꼴〉, 〈장모님전 항의〉, 〈가거라 초립동〉,  〈내 칼에 내가 찔렸소〉 등이 있다. 이 중 〈장모님전 항의〉는 익살스러운 가사를 담은 만요로, 김용환의 가수로서의 재능이 잘 드러난 노래이다.
1935년 《삼천리》의 가수 인기 투표에서 남자부문 2위로 선정될 정도로 인기를 누렸고, 오케레코드에 관계하며 이화자를 발굴하여 〈꼴망태 목동〉, 〈님전 화풀이〉, 〈어머님 전상서〉 등의 곡을 주고 인기 가수로 성공시킨 일화도 있다. 1940년에는 반도악극좌를 조직하여 총지휘를 맡았으며, 영화 《아리랑》을 개작한 악극단 순회공연으로 인기를 모았다.
일제 강점기 말기에 군국가요를 작곡하고 부른 바 있다. 가사가 남아 있는 노래인 〈우리는 제국군인〉은 1943년 《매일신보》가 모집한 '이천오백만이 창화(唱和)할 반도개병(半島皆兵)의 노래’ 행사에 당선된 곡이다. 이 때문에 광복 후 한국독립당의 김승학이 작성한 육필 원고인 친일파 명단 중 연예계 부문에 이 곡의 작사가인 김정의와 함께 김용환의 이름이 올라와 있다.

## 같이 보기
- 만요
- 김정구

## 참고자료
- 이동순 (2007년 9월 6일). “[이동순의 가요이야기 .14] 서민적 삶을 노래에 담은 '천재음악가' 김용환”. 영남일보. 2007년 11월 7일에 확인함.
- 강옥희,이영미,이순진,이승희 (2006년 12월 15일). 《식민지시대 대중예술인 사전》. 서울: 소도. 53~55쪽쪽. ISBN 978-89-90626-26-4.